# Gunilla Röör
Gunilla Kristina Röör (født 16. august 1959) er en svensk skuespillerinde, der i 1992 vandt en Guldbagge for sin præstation i Freud flytter hjemmefra (1991). Hun har også optrådt i andre film som Gossip (2000) og Englen (2009) samt tv-serier som Beck, Skærgårdsdoktoren og Livet i Fagervik.
Röör gik på Teaterhögskolan i Stockholm, hvor hun afsluttede sin uddannelse i 1986. Lena Endre var blandt hendes klassekammerater.

## Privatliv
Gunilla Röör er datter af Sven Olof Röör (1932-2009) og sangerinden Inger Berggren (1934-2019).
Hun er gift med Per Sandberg, der også er skuespiller. Parret har en søn sammen.

## Udvalgt filmografi
- Porttelefonen (kortfilm, 1987)
- Livsfarlig film (1988)
- Skytsenglen (1990)
- Lorry (tv-serie, 1990)
- Freud flytter hjemmefra (1991)
- Sommeren (1995)
- Adam & Eva (1997)
- Pippi Langstrømpe (animationsfilm, 1997)
- Skærgårdsdoktoren (tv-serie, 1997-2000)
- Under solen (1998)
- If I give you my humbleness, don't take away my pride (kortfilm, 1999)
- Jesus lever (tv-film, 2000)
- Gossip (2000)
- Nedtælling (2001)
- Beck (tv-serie, 2002)
- Sigrid & Isaac (dokumentar, 2005)
- Gud, lugt og hende (2008)
- Englen (2009)
- Livet i Fagervik (tv-serie, 2009)
- Hokus pokus Alfons Åberg (animationsfilm, 2013)
- Rebecka Martinsson (tv-serie, 2017-2020)